# ウナ・セラ・ディ東京
「ウナ・セラ・ディ東京」（ウナ・セラ・ディとうきょう）は、1964年に発表された日本の歌謡曲である。
本項では、前年1963年に作られ、この曲とほぼ同一の内容である「東京たそがれ」についても記述する。

## 概要
1963年にザ・ピーナッツが「東京たそがれ」として歌ったのが「ウナ・セラ・ディ東京」の始まりである。当初はあまりヒットしなかったが、翌1964年に「カンツォーネの女王」として有名なイタリアの歌手ミルバが来日した際、本曲を歌ったことを契機に一気にブームとなった（キングレコードのスタッフがミルバの歌唱力の高さを評価した上で本曲を歌わせることを提案したとも言われる）。ミルバの正確な日本語での歌唱も評判となった。
ミルバの歌唱を契機に本作の良さが広く知れ渡ることになったので、ザ・ピーナッツの「東京たそがれ」も曲調とアレンジを一部変更し「ウナ・セラ・ディ・東京」として9月に再発売され、ヒットした（「ウナ・セラ・ディ東京」とはイタリア語で「東京のある一夜 (Una Sera di Tokio)」という意味である）。
この頃から本曲がミルバの歌の影響により、音楽界で再評価されることになり、遂にはザ・ピーナッツのヒット曲の一つとなっていった。
ほぼ同時期、和田弘とマヒナスターズ、坂本スミ子、、カテリーナ・ヴァレンテも本曲を歌うようになり、日本でも競作となった。
1964年当時、ザ・ピーナッツ盤と和田弘とマヒナスターズ盤が特にヒットし、1965年5月時点での売上はザ・ピーナッツ盤が32万枚、和田弘とマヒナスターズ盤が27万枚である。
本曲で岩谷時子が1964年第6回日本レコード大賞の作詞賞を、宮川泰が同賞作曲賞を受賞している。また和田弘とマヒナスターズ盤とザ・ピーナッツ盤は大賞の最終審査に残っていたが、結果は青山和子の「愛と死をみつめて」に敗れて落選した。
翌1965年には松竹で映画化されている（後述→#映画）。
この他、1967年公開のクレージーキャッツ主演映画『クレージー黄金作戦』では、ザ・ピーナッツ&ジャッキー吉川とブルーコメッツ、ジャニーズの組み合わせによる歌唱、およびクレージーキャッツのメンバーによるこの楽曲をモチーフにした音楽コントが披露された事もあった。この、歌の部分の音源は2004年発売の『ザ・ピーナッツ メモリーズBOX』に、音楽コント部分の音源は2005年発売の『クレイジー・ムービーズ Vol.2』などに、それぞれ収録されている。
本曲はザ・ピーナッツによってNHK紅白歌合戦で3度（1964年・第15回、1969年・第20回、1973年・第24回）歌われた曲としても有名である。
2018年現在ではザ・ピーナッツの歌とのイメージが浸透している。
2006年3月21日に宮川泰が逝去したが、その宮川の通夜で流された曲こそがこの「ウナ・セラ・ディ東京」であった。
『青春歌年鑑』の'64年版にザ・ピーナッツ版が、'65年版に和田弘とマヒナスターズ版が収録されている。
なお、「ウナセラディ東京」とする表記もあるが、JASRAC届出の楽曲題名は「ウナ・セラ・ディ東京」である。但し、正式に登録されている題名は「東京たそがれ」である（JASRAC作品コード：055-0062-1）。
また、「ウナ・セラ・ディ東京」には二種類のジャケットが存在する。一つは紫色を基調にザ・ピーナッツの上半身を左側面から撮影したもの、もう一つは青色（紺色）を基調にステージで歌唱している姿を撮影したものである。

## 作成者
- 作詞：岩谷時子
- 作曲：宮川泰
- 編曲：東海林修（ザ・ピーナッツ版）、和田弘（和田弘とマヒナスターズ版）
- 出版者：渡辺音楽出版株式会社[6]

## カバーなど
- 井上陽水 - アルバム「UNITED COVER」(2001年)
- 矢野顕子 - アルバム「reverb」(2002年)
- 八反安未果 - アルバム『忘れないわ』（2007年）
- なかの綾 - アルバム「ずるいひと」(2010年)
- 川上大輔 - アルバム『ベサメムーチョ 〜美しき恋唄〜』（2013年）
- 中尾ミエ - アルバム『すれちがい-It's my life-』（2015年）
- 岩崎宏美・石川ひとみ - トリビュートアルバム『ザ・ピーナッツ トリビュート・ソングス』（2016年）[7]
- 水森かおり - アルバム『歌謡紀行15 ～越後水原～』（2016年）
- 桑田佳祐 - Blu-ray・DVD作品『THE ROOTS 〜偉大なる歌謡曲に感謝〜』（2016年）
- 秋元順子 - アルバム『Dear Songs II』（2017年）
- 浜田真理子 - アルバム『LOUNGE ROSES 浜田真理子の昭和歌謡』（2018年）
- 中田裕二 - アルバム『PORTAS』（2020年）
- 渡辺美里 - アルバム『うたの木Face to Face』LiLiCoとデュエット(2023年)

## 映画
本曲を題材にした歌謡映画は、1965年4月2日に松竹系で公開。カラー。81分。

### スタッフ
- 製作 - 沢村国男
- 脚本 - 山根優一郎
- 監督 - 番匠義彰
- 撮影 - 川又昻
- 美術 - 逆井清一郎
- 音楽 - 宮川泰、牧野由多可
- 録音 - 小林英男
- 照明 - 三浦礼
- 編集 - 大沢しづ
- スチル - 赤井ひろかつ

### 出演者
- 香椎涼子 - 鰐淵晴子
- 香椎正太郎 - 野々村潔
- 香椎和子 - 水木涼子
- 藤岡俊介 - 園井啓介
- 中島信造 - 山形勲
- 中島房恵 - 槙芙佐子
- 岸田哲也 - 吉田裕一
- 岸田加代 - 水上令子
- 堀川隆 - 待田京介
- 河村千春 - 久保菜穂子
- 三浦久子 - 中西杏子
- 原田 - 穂積隆信
- 多々良 - 高野真二
- 山下 - 永井秀明